# Katolická církev a ekumenismus

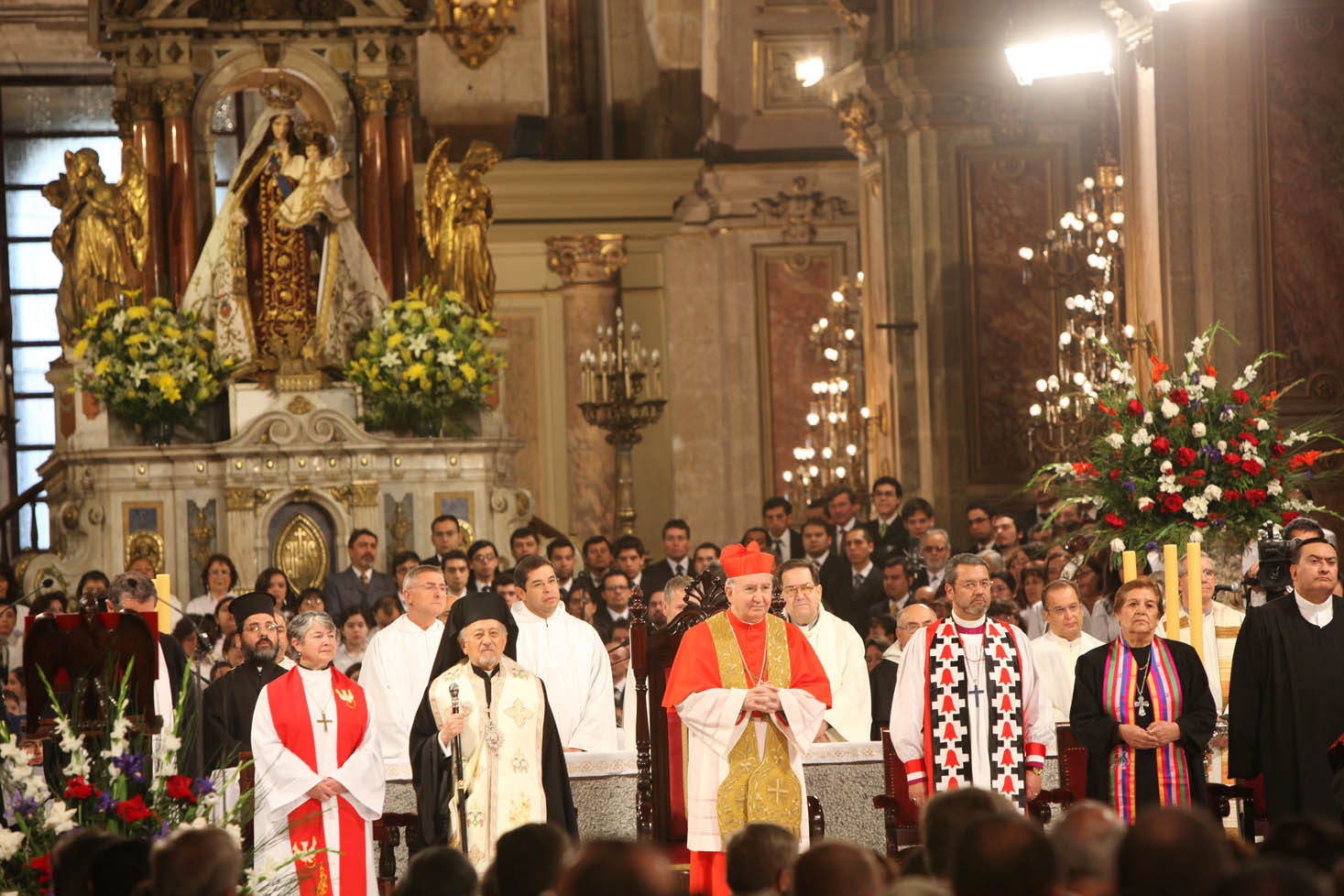
Te Deum Ecuménico 2009 v metropolitní katedrále v Santiagu v Chile za účasti duchovních různých křesťanských denominací.

Katolická církev se zapojila do moderního ekumenického hnutí zejména po Druhém vatikánském koncilu (1962–1965) a vydání dekretu Unitatis redintegratio a deklarace Dignitatis humanae. Právě na koncilu vznikla Papežská rada pro podporu jednoty křesťanů. Osoby stojící mimo katolickou církev byly kategorizovány jako heretici (v souvislosti s protestantismem) nebo schizmatici (jako v případě pravoslavné církve a starobylých východních církví), ale v mnoha kontextech se v pokoncilní církvi, aby se předešlo urážkám, používá eufemismus „odloučení bratři“.

## Definice
Ekumenismus, z řeckého slova „oikoumene“, což znamená „celý obydlený svět“ (srov. Sk 17,6; Mt 24,14; Žd 2,5), je podpora spolupráce a jednoty mezi křesťany. Jednota křesťanstva je tradiční katolický pohled na ekumenismus; podle tohoto názoru je každé nekatolické křesťanské církevní společenství předurčeno k návratu do jednoty katolické církve, od níž se odtrhlo. Jako původní církev založená Ježíšem Kristem se podle katolického učení církev považuje za „jedinou pravou církev“, což znamená, že podle tohoto učení je jednota křesťanů již skutečností, která je v katolické církvi přítomna.
Vstřícnost katolické církve v ekumenismu vycházela z přesvědčení, že rozdělené křesťanství „otevřeně odporuje Kristově vůli, pohoršuje svět a poškozuje svatou věc hlásání evangelia všemu stvoření.“
„Hledání jednoty křesťanů bylo jedním z hlavních zájmů Druhého vatikánského koncilu“.:1 To bylo potvrzeno již v okamžiku, kdy byl koncil vyhlášen, a to papežem Janem XXIII. během nešpor, které 25. ledna 1959 v bazilice svatého Pavla za hradbami ukončily oktáv modliteb za jednotu křesťanů.
„Katolická církev je odhodlána usilovat o sjednocení všech křesťanů, ale bouřlivý duch, který se dostavil po II. vatikánském koncilu, byl zmírněn. Střízlivě uvažující lidé si uvědomují, že cesta k plné jednotě bude dlouhá a namáhavá. Jedním z hlavních ekleziologických úkolů je rozeznat vztahy mezi církvemi.“ V pozadí snahy katolické církve o ekumenismus je uznání, že prvky posvěcení a pravdy se nacházejí i v jiných církvích, že v jistém smyslu jde o křesťany a partikulární církve či církevní společenství a že samotný společný křest je podněcuje k větší jednotě, neboť křest je dar, který „patří“ katolické církvi jako jedna ze svátostí, kterými ji Kristus obdařil.
Lze říci, že „ekumeničnost“ církve je jiným způsobem vyjádření její „radikální katolicity a/nebo univerzality“.
V Direktoriu pro uplatňování zásad a norem ekumenismu se uvádí, že biskupové katolické církve „jednotlivě za své diecéze a kolegiálně za celou církev jsou pod vedením Svatého stolce zodpovědní za ekumenickou politiku a praxi“.:4

## Historické perspektivy

### Před Druhým vatikánským koncilem
Katolická církev se považuje za jednu, svatou, katolickou a apoštolskou církev, kterou založil sám Kristus. Její učení, jak před Druhým vatikánským koncilem, tak po něm, ztotožňuje jedinou Kristovu církev s katolickou církví.
Ekumenismus vychází z toho, že Kristus založil jen jednu církev, nikoliv mnoho církví, a proto je konečnou nadějí a cílem katolické církve, aby se s ní prostřednictvím modlitby, studia a dialogu znovu spojily historicky oddělené církve.
Jednota byla vždy hlavním cílem katolické církve. Před Druhým vatikánským koncilem definovala katolická církev ekumenismus jako dialog s ostatními křesťanskými skupinami s cílem přesvědčit je, aby se vrátily k jednotě, kterou samy porušily.
Na druhém lyonském koncilu (1274) a florentském koncilu (1438–1442), kterých se účastnili někteří biskupové pravoslavných církví, byly vypracovány sjednocující formule, které východní církve nepřijaly.
Katolická církev i před Druhým vatikánským koncilem vždy považovala za povinnost nejvyššího stupně usilovat o plnou jednotu s odcizenými společenstvími spolukřesťanů a zároveň odmítat to, co považovala za předčasné a falešné sjednocení, které by znamenalo nevěrnost nebo zamlčování učení Písma svatého a Tradice. Hlavní důraz však byl kladen na opatrnost, jak je uvedeno v kánonu 1258 Kodexu kanonického práva z roku 1917:
1. Věřícím je zakázáno asistovat při nekatolických náboženských akcích nebo se jich jakkoli účastnit.
2. Z vážného důvodu, který v případě pochybností vyžaduje souhlas biskupa, lze tolerovat pasivní nebo pouze hmotnou přítomnost na nekatolických pohřbech, svatbách a podobných příležitostech z důvodu zastávání civilního úřadu nebo ze zdvořilosti, pokud nehrozí nebezpečí zvrácenosti nebo pohoršení.

### Od Druhého vatikánského koncilu
Hlavní články: Subsistit in a Dominus Iesus
Cílem II. vatikánského koncilu, jak uvedl jeho iniciátor papež Jan XXIII., bylo usilovat o obnovu uvnitř samotné církve, která by sloužila těm, kdo jsou odloučeni od římského stolce, jako „jemné pozvání k hledání a nalezení oné jednoty, za kterou se Ježíš Kristus tak vroucně modlil ke svému nebeskému Otci“. Koncil zahájil éru usilovného úsilí nejen o vysvětlení církevního učení druhým, ale také o pochopení jejich pohledu.
Katolická církev se sice považuje za „jednu, svatou, katolickou a apoštolskou církev“, kterou založil sám Kristus, ale uznává, že:
Nicméně mnoho prvků posvěcení a pravdy se nachází mimo její viditelné hranice. Protože se jedná o dary patřící Kristově církvi, jsou to síly, které podněcují ke katolické jednotě.
Katolická církev se od Druhého vatikánského koncilu, za papežů Jana XXIII., Pavla VI. a na počátku pontifikátu Jana Pavla II. snažila o co největší smíření s ostatními křesťanskými církvemi.
S anglikánskými teology bylo dosaženo významných dohod o křtu, pastorační službě a eucharistii. S evangelicko-luteránskými orgány bylo dosaženo podobné dohody v oblasti teologie ospravedlnění. Tyto přelomové dokumenty přinesly užší bratrské vztahy s těmito církvemi.
Vývoj od 2. poloviny 20. století, v otázkách jako je svěcení žen a mužů žijících v homosexuálních vztazích, však představuje nové překážky pro smíření zejména s anglikány/episkopály. V důsledku toho katolická církev v posledních letech zaměřila své úsilí na smíření s pravoslavnou církví, s níž nejsou teologické rozdíly tak velké.
Vztahy s některými pravoslavnými církvemi byly sice v 90. letech 20. století napjaté kvůli majetkovým otázkám v postsovětských státech po rozpadu Sovětského svazu v letech 1989–1991, ale v nynější době jsou tyto neshody z velké části vyřešeny. Bratrské vztahy s východními církvemi se nadále rozvíjejí.
Kodex kanonického práva z roku 1983 již nemá kánony, které by absolutně zakazovaly společenskou spolupráci římskokatolických duchovních (biskupů, kněží a jáhnů) s duchovními jiných věroučných systémů. Stále však absolutně zakazuje katolickým kněžím koncelebrovat eucharistii s členy společenství, která nejsou ve společenství s katolickou církví (kánon 908). V Direktoriu pro uplatňování zásad a norem v oblasti ekumenismu se uvádí: „Křesťané mohou být povzbuzováni ke sdílení duchovních aktivit a zdrojů, tj. ke sdílení toho duchovního dědictví, které mají společné, způsobem a v míře přiměřené jejich současnému rozdělenému stavu.“:n102

## Vztahy se Světovou radou církví
Hlavní článek: Limská deklarace
Jedním z nejvýznamnějších dokumentů o ekumenických vztazích byl dokument Křest, eucharistie a služba (tzv. Limská deklarace), který vydala Komise pro víru a svěcení Světové rady církví (WCC) v roce 1982.
Ačkoli katolická církev není členem WCC, od roku 1968 jsou někteří katoličtí teologové řádnými členy komise. Ačkoli ne jako zástupci své církve, katoličtí teologové se podíleli na přípravě dokumentu z roku 1982, jehož cílem bylo hledat společný základ mezi různými tradicemi týkajícími se křesťanského obřadu iniciace (křtu), svátosti eucharistie a povahy svěcení (či ordinace), a zároveň jasně uvést rozdíly, které mezi nimi existují. Církve byly vyzvány, aby sdělily své reakce na obsah dokumentu s cílem „analyzovat ekumenické důsledky pro církve na budoucí světové konferenci o víře a svěcení“.

## Vztahy s východními církvemi
Katolická církev uznává 21 ekumenických nebo všeobecných koncilů: Nicea I. (325), Konstantinopol I. (381), Efez (431), Chalcedon (451), Konstantinopol II. (553), Konstantinopol III. (680–681), Nicea II. (787), Konstantinopol IV. (869–870), Laterán I. (1123), Laterán II. (1139), Laterán III. (1179), Laterán IV. (1215), Lyon I. (1245), Lyon II. (1274), Vídeň (1311–1312), Kostnice (1414–1418), Florencie (1438–1445), Laterán V. (1512–1517), Trident (1545–1563), Vatikán I. (1869–1870), Vatikán II. (1962–1965).
Z nich pravoslavná církev byzantské tradice přijímá pouze prvních sedm, rodina „nechalcedonských“ nebo „předhalcedonských“ církví pouze první tři a asyrská východní církev pouze první dva.
Navzdory tomu dialog ukázal, že i tam, kde rozdělení trvalo déle než předchozí společenství – jako v případě rozkolů, které měly kořeny v christologických sporech na koncilu v Efezu (431) a na koncilu v Chalcedonu (451) –, se několik doktrinálních rozdílů často, ale ne vždy, týkalo terminologie, nikoliv podstaty. Ve skutečnosti pouhé desetiletí dialogu udělalo pro zacelení rozporů více než patnáct století apologetiky, stereotypů a podezírání.

### Asyrská církev Východu
Katolická církev uznává Asyrskou církev Východu jako jeden z platných nástupnických orgánů starověké církve v mezopotámském údolí, kde se křesťanství etablovalo kolem roku 150, ačkoli tradice odvozuje apoštolské počátky od apoštola Tomáše a jeho učedníků – následovníků Addai a Mari.
Rozdělení mezi církví Perské říše a církvemi v Římě a Konstantinopoli se odvíjí od sporů o legitimitu pojmů matka Boží (Theotókos) a matka Kristova (Christotókos) pro Pannu Marii, které vyvrcholily na koncilu v Efezu v roce 431. Asyrská církev přijala radikální antiochijskou christologii, jak ji formulovali Nestorius a Theodor z Mopsuestie. Někdy se jim mylně říkalo nestoriáni. Katolická církev toto označení odmítá.
Dialog začal setkáním asyrského patriarchy (katolikose) Mar Dinkha IV. s papežem Janem Pavlem II. v roce 1984 a patriarchovou účastí na prvním Assiském dni modliteb za mír v roce 1986. Téměř desetiletý dialog se ukázal jako dostatečný k vyřešení neshod ohledně terminologie v christologii, což vedlo ke Společnému christologickému prohlášení mezi katolickou církví a Asyrskou církví Východu, které podepsali papež Jan Pavel II. z katolické církve a Mar Dinkha IV. z Asyrské církve Východu v roce 1994.
Společné prohlášení připomíná, že asyrská východní církev se modlí k Panně Marii jako k „Matce Krista, našeho Boha a Spasitele“ a katolická tradice oslovuje Pannu Marii jako „Matku Boží“ a také jako „Matku Kristovu“, což jsou plnější výrazy, kterými každá církev jasně uznává jak božství, tak lidství Mariina syna. Spolusignatáři Společného prohlášení tak mohli prohlásit: „Oba uznáváme oprávněnost a správnost těchto vyjádření téže víry a oba respektujeme přednost každé církve v jejím liturgickém životě a zbožnosti.“
Během následujících šesti let se na každoročních setkáních dialogu dospělo ke společnému chápání svátostí, které bylo v roce 2000 zveřejněno jako „Společné prohlášení o svátostném životě“. Doufalo se, že i toto prohlášení bude povýšeno na úroveň Společného nebo Společného prohlášení, zatímco dialog přejde k praktickým ekleziologickým, pastoračním a administrativním otázkám plného společenství.
V roce 2004, v předvečer formálního společného prohlášení, se však asyrský patriarcha a biskupové rozhodli dialog přerušit, protože si uvědomili, že „všechny překážky pro obnovení plného společenství s katolickou církví již prokazatelně neexistují“.
Následujícího roku asyrská synoda suspendovala svého hlavního ekumenistu, Mar Bawai Soro, který vedl dialog s Římem po dobu dvaceti let. V roce 2008 Mar Bawai spolu se šesti kněžími, třiceti jáhny a asi tisícovkou věřících přerušil společenství s asyrskou církví a vstoupil do plného společenství jako součást chaldejské katolické církve. Osobní napětí z těchto událostí dále oddálilo pokračování sjednocovacích rozhovorů.
V březnu 2015 zemřel Mar Dinkha IV. V září 2015 byl zvolen nový katolický patriarcha Gewargis III.

#### Dokumenty k dialogům
- 1994 Společné christologické prohlášení
- 1997 Společný synodální dekret na podporu jednoty mezi Asyrskou církví Východu a Chaldejskou katolickou církví
- 2001 Směrnice pro přijímání eucharistie mezi Chaldejskou církví a Asyrskou církví Východu

### Starobylé východní církve
Od roku 2003 katolická církev vede dialogy s celým společenstvím starobylých východních církví jako celkem, nikoli s jednotlivými autokefálními církvemi.

#### Dokumenty k dialogům
S jednotlivými starobylými východními církvemi:
- 1971 Společné prohlášení papeže Pavla VI. a Mar Ignáce Jakuba III. z malankarské syrské pravoslavné církve
- 1976 Společné christologické prohlášení katolické církve a koptské církve
- 1984 Společná deklarace papeže Jana Pavla II. a Mar Ignáce Zakka I. z Malankarské syrské pravoslavné církve
- 1989 Společné prohlášení katolické a malankarské pravoslavné syrské církve
- 1990 Doktrinální dohoda o christologii mezi katolickou církví a Malankarskou pravoslavnou syrskou církví
- 1993 Dohoda a pastorační směrnice pro mezicírkevní sňatky mezi katolíky a malankarskou syrskou pravoslavnou církví
- 1999 Společné prohlášení katolické a malankarské pravoslavné syrské církve o synodě v Diamperu (1599 n. l.)

Se společenstvím starobylých církví jako celkem:
- 2009 Povaha, ústava a poslání církve
- 2015 Uskutečňování společenství v životě rané církve a jeho důsledky pro naše dnešní hledání společenství

### Pravoslavné církve

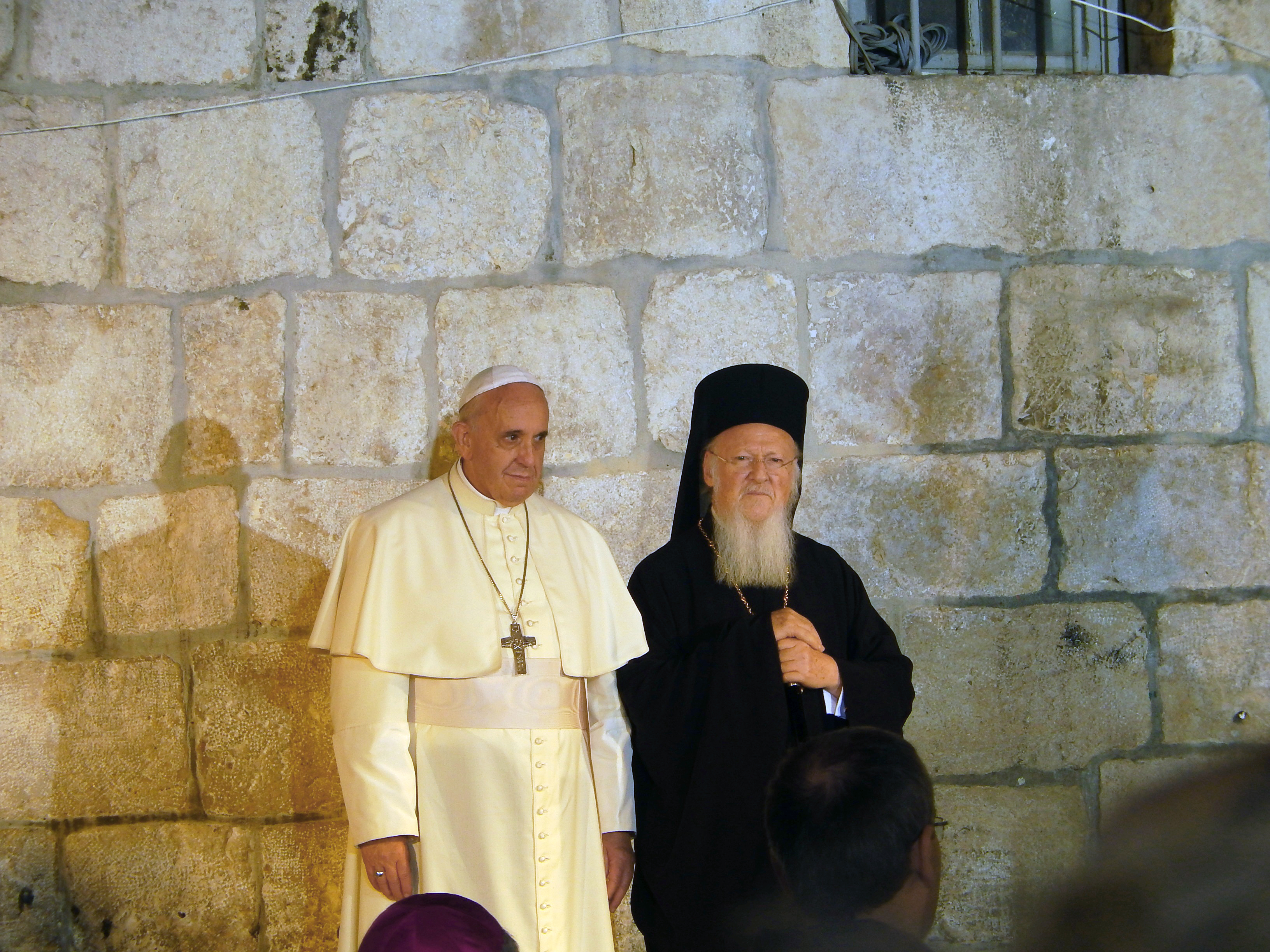
Papež František s konstantinopolským patriarchou Bartolomějem I.

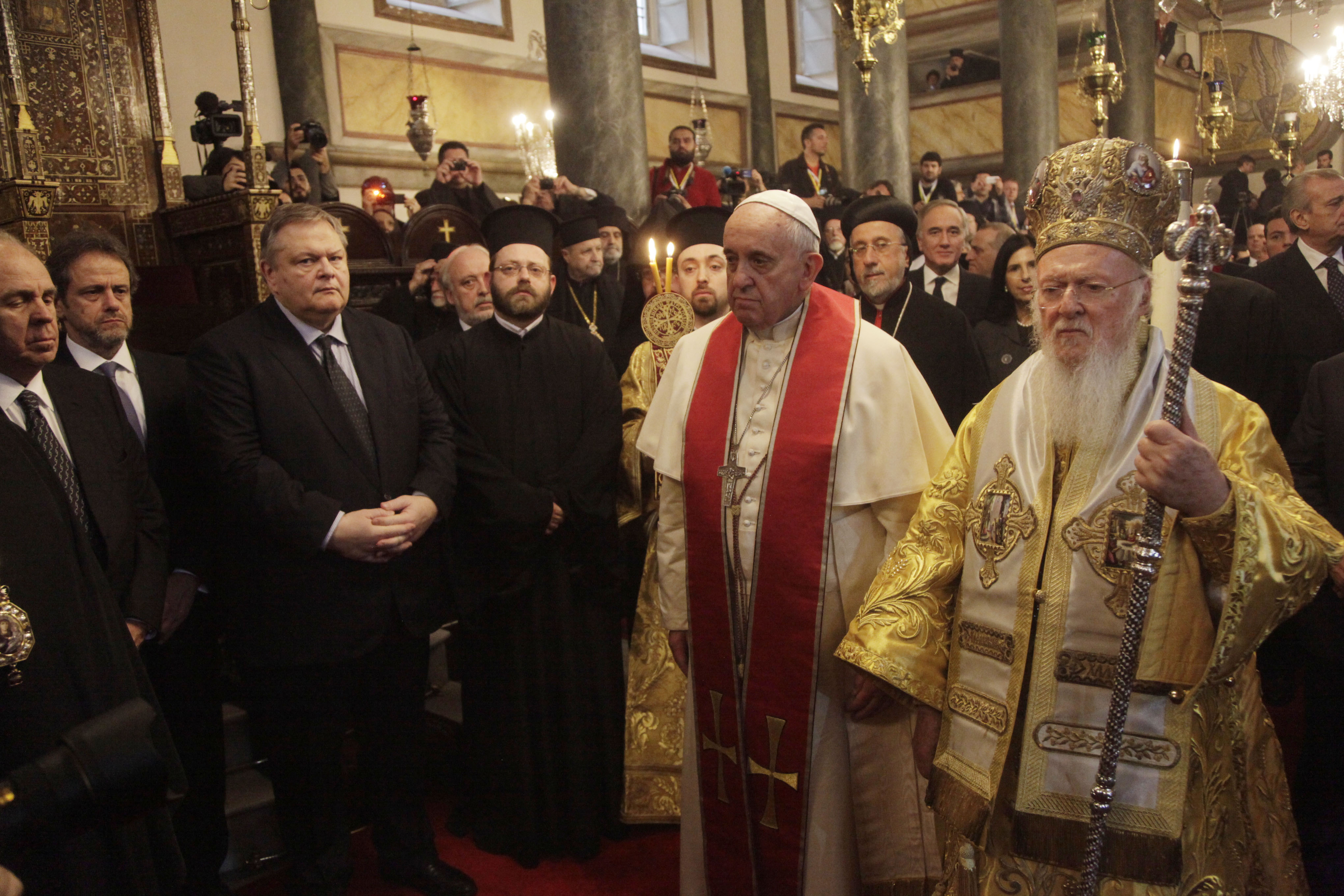
Papež František na patronátní slavnosti s ekumenickým konstantinopolským patriarchou Bartolomějem I.

Balamandská deklarace Smíšené mezinárodní komise pro teologický dialog mezi katolickou a pravoslavnou církví z roku 1993 pojednává o ekleziologických zásadách a navrhuje praktická pravidla pro katolickou církev i pravoslavné církve, která by měly uplatňovat v souvislosti se zlepšením vzájemných vztahů tím, že se budou vzájemně vyhýbat zasahování do církví a nebudou polemicky využívat historii. Podle kardinála Edwarda Cassidyho zpráva obsahuje tři zásady: že jednotlivci mají svobodu řídit se svým svědomím, že východní katolické církve mají právo na existenci, že uniatismus není současnou metodou plného společenství;:nn3, 13, 15 a dva závěry: že katolická církev a pravoslavné církve jsou „sesterské církve“ a že je třeba se vyhnout opakování křtu.:nn14, 19  Zásada, že „nedotknutelná svoboda osob a jejich povinnost řídit se požadavky svého svědomí“,:n15 je podle Cassidyho základní a „ospravedlňuje jak osobní volbu přimknout se ke katolické církvi nebo k pravoslavné církvi, tak nabízí možnost návratu ke katolické církvi těm společenstvím, která byla v letech 1945–1949 komunistickými režimy donucena konvertovat a stát se součástí pravoslavné církve“, jak se to stalo v Ukrajinské sovětské socialistické republice, Rumunské socialistické republice a Československé socialistické republice. Východní katolíci tento dokument odmítli, „protože se zdálo, že by neměli nikdy existovat“, zatímco pravoslavní jej odmítli, protože nevyzýval ke zrušení východních katolických církví.:366–367 
3. července 2019 vyšlo najevo, že během setkání ve Vatikánu s pravoslavným arcibiskupem Jobem z Telmessosu, který zastupoval ekumenického patriarchu pravoslavné církve Bartoloměje z Konstantinopole, během svátku svatých Petra a Pavla 29. června 2019 papež František prohlásil, že cílem mezi katolickou a pravoslavnou církví by měla být spíše jednota než vyrovnávání rozdílů. Papež František také Bartolomějovi daroval devět úlomků kostí, které podle pověsti patřily svatému Petrovi a které byly vystaveny na veřejné mši, jež se konala ve Vatikánu v listopadu 2013 u příležitosti „Roku víry“.

### Ruská pravoslavná církev
V únoru 2016 se papež František a ruský pravoslavný patriarcha Kirill setkali na Kubě a poté vydali společné prohlášení.
4. července 2019 však bylo potvrzeno, že mezi Vatikánem a Ruskou pravoslavnou církví stále přetrvává napětí, jehož hlavní příčinou je ukrajinský konflikt. Navzdory „srdečnému“ setkání s ruským prezidentem Vladimirem Putinem ve Vatikánu papež František prohlásil, že je nepravděpodobné, že by navštívil Rusko, pokud Putin nebude souhlasit s tím, že do pozvání nezahrne ruskou pravoslavnou církev, což by podle Putina bylo také nepravděpodobné. Papež František také vyjádřil podporu ukrajinské řeckokatolické církvi, která se postavila proti Putinovi a ruské pravoslavné církvi. Během prvního dne setkání s představiteli ukrajinské řeckokatolické církve 5. července 2019 papež František také obvinil ruskou pravoslavnou církev, že se snaží na Ukrajině manipulovat i s „jinými náboženstvími“.

## Vztahy s církvemi a společenstvími na Západě

### Luteránské církve
Katolicko-luteránský dialog začal před více než třiceti lety a zahrnoval jedenáct diskusních kol. Poslední diskuse se zaměřila na nauky spojené s věčným životem. Výsledkem dialogu je jedno významné společné prohlášení týkající se nauky o ospravedlnění, vydané v roce 1999 pod názvem Společné prohlášení o nauce o ospravedlnění.
Na Den reformace v roce 2016 přijel papež František za katolickou církev do Švédska (kde je luteránská církev národní církví), aby si připomněl 500. výročí reformace v katedrále v Lundu, která slouží jako katedra lundského biskupa Švédské církve, luteránské církve. V oficiální tiskové zprávě Svatého stolce se uvádí:
Společná akce Světové luterské federace (LWF) a římskokatolické církve zdůrazní 50 let nepřetržitého ekumenického dialogu mezi katolíky a luterány a společné dary této spolupráce. Katolicko-luteránská připomínka 500 let reformace je strukturována kolem témat díkůvzdání, pokání a závazku ke společnému svědectví. Cílem je vyjádřit dary reformace a prosit o odpuštění za rozdělení, které křesťané obou tradic udržovali.
Ekumenické bohoslužbě předsedal biskup Munib Younan, předseda Světové luterské federace, Martin Junge, generální tajemník Světové luterské federace, a také papež František, představitel katolické církve.
Řádová sestra Susan Woodová, z komunity Milosrdných sester, která je profesorkou systematické teologie a vedoucí katedry teologie na Marquette University a bývalou prezidentkou Americké katolické teologické společnosti, uvedla, že „od II. vatikánského koncilu uznáváme nedokonalé společenství mezi luterány a katolíky“ a že ona osobně věří, že „v luteránské a katolické víře v reálnou přítomnost Krista v eucharistii není žádný podstatný rozdíl“. Woodová bez jakýchkoli podkladů tvrdila, že podle jejího názoru by v blízké budoucnosti mohlo dojít k interkomuniu na místech, „odkud se lidé nemohou dostat ven, jako jsou domovy důchodců a věznice.“ Kromě obecně radikálně odlišných nauk luteránství a katolicismu však zůstává faktem, že katolická církev neuznává luteránskou eucharistii za platnou.

### Anglikánské společenství

#### Historické napětí
Dlouhodobé nepřátelství mezi katolickou církví a anglikánským společenstvím vyvolal odpor části Angličanů proti vyhlášení královské svrchovanosti krále Jindřicha VIII. nad církví v Anglii, konfiskaci církevního majetku, zrušení klášterů, cechů a kancionálů, popravám kněží, nucené účasti na anglikánských bohoslužbách, nucenému odvádění desátků státní církvi a ilegalizaci katolické víry.
Za vlády Marie I. Anglické došlo ke krátkému obnovení společenství s Římem. Její smrt znamenala konec katolických pokusů smířit zákonem anglickou církev s Římem. Exkomunikace Alžběty I. Anglické papežem Piem V. v roce 1570 a povolení vzpoury proti ní přispěly k oficiálnímu podezírání anglických katolíků z věrnosti. To spolu se snahou prosadit nároky etablované církve vedlo k vyhlášení restriktivních zákonů proti jejich občanským a náboženským právům. Omezení z alžbětinské doby byla zmírněna až několika legislativními reformami v 19. století, souhrnně známými jako emancipace katolíků. Poslední omezení katolíků, které jim bránilo uzavírat sňatky s královskou rodinou, bylo odstraněno v roce 2013, ačkoli se nemohou stát panovníkem, protože by jako takoví byli hlavou anglikánské církve.

#### Apostolicae curae
Hlavní článek: Apostolicae curae
V roce 1896 papež Lev XIII. vydal Apostolicae curae, v níž odmítl anglo-katolické nároky oxfordského hnutí a chicagsko-lamberského čtyřúhelníku, jako například apoštolskou posloupnost. Lev XIII. v něm prohlásil anglikánské svěcení za „naprosto neplatné a naprosto neúčinné“. Oficiální odpovědí arcibiskupů anglikánské církve byl Saepius officio. Rozsudek zůstává v platnosti i ve 21. století. Rozsudek o neplatnosti potvrdila v roce 1998 Kongregace pro nauku víry, když uvedla Apostolicae curae jako příklad autoritativního učení katolické církve.

#### Raný ekumenismus
Určité pokusy o dialog začaly v roce 1915, kdy papež Benedikt XV. schválil britskou legaci ve Vatikánu, kterou vedl anglikán s katolickým zástupcem. Diskuse o možném sjednocení v rámci Malinských rozhovorů však nakonec v roce 1925 zkrachovala. Pokračující snahy vyústily v rozšíření Týdne modliteb za jednotu křesťanů v obou církvích (a dalších) a v návštěvu George Bella, biskupa z Chichesteru, u milánského kardinála Giovanniho Montiniho v roce 1955.

#### Vývoj po druhém vatikánském koncilu
Skutečného sblížení bylo dosaženo pod vedením papeže Jana XXIII., jehož založení „Sekretariátu pro podporu jednoty křesťanů“ povzbudilo arcibiskupa Geoffreyho Fishera k historické, i když ne zcela oficiální návštěvě Vatikánu v roce 1960. Riponský biskup John Moorman následně vedl delegaci anglikánských pozorovatelů na II. vatikánském koncilu. V roce 1966 vykonal arcibiskup Michael Ramsey oficiální návštěvu u papeže Pavla VI. a v následujícím roce byla založena Anglikánsko-římskokatolická mezinárodní komise (Anglican–Roman Catholic International Commission, ARCIC). Její první projekt se zaměřil na autoritu Písma a komise od té doby vypracovala devět dohodnutých prohlášení. První fáze činnosti ARCIC skončila v roce 1981 vydáním závěrečné zprávy Elucidations on Authority in the Church (Objasnění autority v církvi). Druhá fáze probíhá od roku 1983. Poslední dohodnuté prohlášení se týkalo mariánské teologie a bylo zveřejněno v roce 2004.
Pavel VI. zašel tak daleko, že anglikánskou církev označil za „naši milovanou sesterskou církev“, ačkoli toto označení nemusí odpovídat současnému smýšlení ve Vatikánu. Donedávna jej používaly internetové stránky římskokatolické Ampleforth College (s odkazem na anglikánské žáky této školy).
„Vzhledem ke značnému rozsahu našeho společného chápání eucharistie [...] a ústřednímu významu eucharistie pro naši víru,“ napsala ARCIC v neautoritativním prohlášení Rosteme společně v jednotě a poslání (Growing together in unity and mission, GTUM), že „podporujeme vzájemnou účast na eucharistii, přičemž respektujeme různé disciplíny našich církví.“:n101 :nn129–132 :pozn. 178 GTUM navrhuje, aby „povzbuzovali anglikány a římské katolíky k modlitbám za místního biskupa druhé církve i za svého vlastního biskupa a za Boží požehnání pro jejich spolupráci, pokud je to možné, při vedení misie místních církví. Vítáme rostoucí anglikánský zvyk zahrnovat do modliteb věřících modlitbu za papeže a vyzýváme římské katolíky, aby se pravidelně veřejně modlili za arcibiskupa z Canterbury a představitele anglikánského společenství.“:n103 Vzhledem k tomu, že obě strany vzájemně uznávají, že křest je v jejich rukou, navrhuje GTUM, aby „byla možná řada praktických iniciativ. Místní církve mohou zvážit vypracování společných programů pro formaci rodin, které předkládají děti ke křtu, a také přípravu společných katechetických materiálů pro použití při přípravě na křest a biřmování a v nedělních školách. Navrhujeme, aby naše místní farnosti pravidelně společně veřejně vyznávaly víru, třeba každoroční obnovou křestních slibů o Letnicích. Vyzýváme místní církve, aby používaly stejný křestní list, případně aby revidovaly a vylepšily ty, které se v současnosti používají. Při respektování současných kanonických požadavků také podporujeme zapojení svědků z druhé církve při křtu a biřmování, zejména v případě kandidátů z mezicírkevních rodin.“:n100 

#### Nové napětí
Navzdory produktivitě těchto diskusí je dialog napjatý v důsledku vývoje v některých provinciích anglikánského společenství, kde dochází ke svěcení žen, k liberálnímu učení o potratech a ke svěcení osob ve veřejném sexuálním vztahu mezi osobami stejného pohlaví na kněze a v jednom případě na biskupa (Gene Robinson). Většího pokroku bylo dosaženo ve vztahu k anglikánským církvím mimo Společenství.
Kardinál Walter Kasper, předseda Papežské rady pro podporu jednoty křesťanů, varoval, že pokud by anglikánská církev vysvětila ženy na biskupy, jak to učinila episkopální církev, mohlo by to zničit jakoukoli šanci na sjednocení anglikánské a katolické církve. Ačkoli ARCIC v roce 2003 dokončil významný dokument o mariánské teologii, Jan Pavel II. po vysvěcení Gena Robinsona na biskupa dočasně odvolal všechny budoucí rozhovory mezi katolickou církví a anglikánským společenstvím.
Jan Pavel II. vydal pastorační ustanovení pro anglikánské kongregace, které si jako celek přejí vstoupit do plného společenství se Svatým stolcem. Existuje pouze malý počet farností sloužící liturgii podle Anglican Use, které se nacházejí ve Spojených státech. Jedná se o římskokatolické farnosti, které si mohou při bohoslužbách ponechat některé prvky Book of Common Prayer. Jedna z pokračujících anglikánských církví se navíc pokusila dosáhnout uznání Říma, aniž by se vzdala svých liturgických tradic, jak to učinily farnosti Anglican Use.
Podle kánonu 844 Kodexu kanonického práva latinské církve z roku 1983 by katolíci neměli přijímat od anglikánského duchovního a katoličtí duchovní by mohli anglikánům udělovat svátosti eucharistie, pokání a pomazání nemocných pouze v případě nebezpečí smrti nebo jiné vážné a naléhavé potřeby a za předpokladu, že dotyčný anglikán nemůže oslovit anglikánského kněze, spontánně o svátost požádá, prokáže víru katolické církve ve vztahu ke svátosti a je řádně disponován (kánon 844 §4).

#### Osobní ordinariáty
Hlavní články: Osobní ordinariát a Anglicanorum coetibus
V říjnu 2009 oznámila Kongregace pro nauku víry záměr papeže Benedikta XVI. vytvořit nový typ církevní struktury, tzv. osobní ordinariát, pro skupiny anglikánů, kteří vstupují do plného společenství s římským stolcem. Tento plán vytvořil struktury osobních ordinariátů pro bývalé anglikány v rámci katolické církve nezávisle na stávajících diecézích latinské církve. Umožňoval by jim zachovat prvky anglikánské liturgie, spirituality a náboženské praxe, včetně ženatých kněží, ale nikoli ženatých biskupů. Anglicanorum coetibus byl vydán 4. listopadu 2009. „Osobní ordinariát svatopetrského stolce je obdobou diecéze, kterou Vatikán vytvořil v roce 2012 pro lidi vyrostlé v anglikánské tradici, kteří se chtějí stát katolíky.“

### Starokatolické církve
Starokatolická utrechtská arcidiecéze vznikla v roce 1703.? na území, které zaujímala historická římskokatolická utrechtská arcidiecéze, jež byla kanonicky zrušena v reakci na protestantskou reformaci v roce 1580 a nahrazena nizozemskou misií zřízenou v roce 1592.
Po roce 1870 několik německy mluvících katolíků opustilo katolickou církev v souvislosti s Prvním vatikánským koncilem. Mnozí se spojili s nezávislým biskupem z Utrechtu, který mezi nimi vysvětil duchovní a vytvořil starokatolické církve. Katolická církev, ačkoli není ve společenství, uznává jako platné starokatolické svěcení a apoštolskou posloupnost, ale neuznává jejich svěcení žen na kněze zahájené v 70. letech 19. století. Starokatolické církve se považují za církve v plném společenství s anglikánským společenstvím.
Polská národní katolická církev ukončila v roce 1978 interkomunio s anglikánským společenstvím a v roce 1996 s členskými církvemi Utrechtské unie, protože se neshodly v otázce svěcení žen. Od té doby se sblížila s Římem, který jí přiznává podobné postavení jako pravoslavným církvím.

### Reformované církve (kontinentální reformované, presbyteriánské a kongregacionalistické)
V roce 2010 katolická církev a reformované církve ratifikovaly společnou dohodu o vzájemném uznávání křtu, takže katolická církev i reformované církve uznávají platnost křtu provedeného v každé z těchto denominací.

### Letniční a charizmatické církve
Od roku 2021 vede Katolická biskupská konference Spojených států amerických (USCCB) ekumenickou diskusi s Letničními/charizmatickými církvemi Severní Ameriky (Pentecostal/Charismatic Churches of North America, PCCNA) a také diskutuje o možnosti budoucího teologického dialogu mezi letničními a katolicismem.

## Praktický ekumenismus a navštěvování církví
V mnoha oblastech Spojeného království, kde existuje pouze jedna křesťanská církev (např. anglikánská, baptistická, metodistická nebo sjednocená reformovaná), může „rozšířit prohlášení o ekumenickém přijetí a závazku křesťanů jiných vyznání a pozvat je, aby se stali součástí života a svědectví této bohoslužebné kongregace.“ Katolická biskupská konference Anglie a Walesu vydala pro věřící následující pokyny:
3. Katolíci, kteří se angažují v životě své farnosti, jsou povzbuzováni, aby pozitivně reagovali na tato prohlášení tím, že budou vykonávat svou křesťanskou službu v obci, ve které žijí; účastní se křesťanské pomoci a služby, kterou koná farnost, zapojují se do modlitebních, diskusních a studijních skupin a slouží v příslušných výborech.
4. Při eucharistických slavnostech jiných křesťanů (i) mohou katolíci, pokud jsou pozváni, přijmout požehnání při přijímání (ii) a mohou;
- Přečíst si lekci
- Účastnit se přímluvné modlitby
- Účastnit se hudby, tance a divadla.

5. Při neeucharistických bohoslužbách jiných křesťanů (iii) katolíci mohou
- Podílet se na plánování a vedení bohoslužby
- Číst lekci a evangelium
- Přednášet proslov
- Vést přímluvnou modlitbu nebo se jí účastnit
- Účastnit se hudby, tance a divadla

Římskokatolický arcibiskup John Bathersby a anglikánský biskup David Beetge, kteří předsedají Mezinárodní anglikánsko-římskokatolické komisi pro jednotu a misii (International Anglican–Roman Catholic Commission for Unity and Mission), povzbuzují protestanty a katolíky, aby se vzájemně účastnili bohoslužeb, i když při nich nepřijímají svaté přijímání, jak je uvedeno v publikaci Growing Together in Unity and Mission:
Vzhledem k významnému rozsahu našeho společného chápání eucharistie (srov. výše odstavce 39 až 44) a k ústřednímu významu eucharistie pro naši víru podporujeme vzájemnou účast na eucharistii, přičemž respektujeme různé disciplíny našich církví (101). To je zvláště vhodné během Týdne modliteb za jednotu křesťanů a při jiných slavnostních příležitostech v životě našich místních společenství. Poskytlo by to příležitosti k vzájemnému prožívání eucharistického života, což by sloužilo jak k prohloubení našeho společenství, tak k touze po plném společenství. Ačkoli by to mělo podobu vzájemné nekomunikující účasti ve svých církvích, přesto by to iniciovalo obnovení vědomí hodnoty duchovního společenství. Doporučujeme nabídku požehnání, která se na některých místech stala běžnou praxí pro ty, kdo nemohou přijímat svaté přijímání.
Papež František uvedl, že v severní Argentině anglikánský biskup a římskokatolický biskup, kteří jsou oba přáteli, spolupracují při výuce v křesťanských misiích s domorodci. S vědomím Kongregace pro nauku víry se anglikáni i římští katolíci vzájemně účastní liturgií a zapojují se „do společné lásky“. Papež František tento ekumenismus pochválil a prohlásil: „Myslím, že je to bohatství, které naše mladé církve mohou přinést Evropě a církvím, které mají velkou tradici.“ Papež František připomněl své vlastní přátelství s anglikány v Buenos Aires, vzhledem k tomu, že anglikánská katedrála svatého Jana Křtitele byla postavena vedle římskokatolické farnosti Merced.

## Hlavní dokumenty

### Koncilní dokumenty
- 274 Druhý lyonský koncil, IV. zasedání: Prohlášení o unii s řeckými církvemi
- 1439 Basilejsko-ferrarsko-florentský koncil, Laetentur Caeli: Bulla o unii s Řeky
- 1964 Druhý vatikánský koncil, Lumen gentium: Dogmatická konstituce o církvi
- 1964 Druhý vatikánský koncil, Unitatis redintegratio: Dekret o ekumenismu

### Papežské dokumenty
Papež Lev XIII.
- 1896 Apostolicae curae
- 1899 Testem benevolentiae nostrae

Papež Pius XI.
- 1928 Mortalium animos

Papež Pius XII.
- 1950 Humani generis

Papež Jan XXIII.
- 1962 Gaudet Mater Ecclesia

Papež Jan Pavel II.
- 1995 Ut unum sint
- 1995 Orientale lumen
- 1999 Společné prohlášení k nauce o ospravedlnění

### Kuriální dokumenty
- 1993 Direktář pro uplatňování zásad a norem ekumenismu[3]
- 1995 Ekumenický rozměr ve formaci pastoračních pracovníků
- 2000 Dominus Iesus

### Extrakty
Některé prvky římskokatolického pohledu na ekumenismus ilustrují následující citace z dekretu Druhého vatikánského koncilu o ekumenismu Unitatis redintegratio (UR) z roku 1964 a z encykliky Jana Pavla II. Ut unum sint (UUS) z roku 1995.
Každá obnova církve je v podstatě založena na zvýšení věrnosti jejímu vlastnímu povolání. To je nepochybně základem hnutí k jednotě ... Bez změny srdce nemůže existovat ekumenismus hodný toho jména. Neboť právě z obnovy vnitřního života naší mysli, ze sebezapření a nezištné lásky se rodí a zralým způsobem rozvíjejí touhy po jednotě. Měli bychom se proto modlit k Duchu svatému o milost opravdového sebezapření, pokory, mírnosti ve službě druhým a o postoj bratrské velkorysosti vůči nim. ... O hříších proti jednotě platí slova sv: „Říkáme-li, že jsme nezhřešili, děláme z něho lháře a jeho slovo není v nás“. Proto pokorně prosíme o odpuštění Boha a naše odloučené bratry, stejně jako my odpouštíme těm, kteří se provinili proti nám. (UR, 6-7)
Křesťané nemohou podceňovat břemeno dlouhodobých obav zděděných z minulosti a vzájemných nedorozumění a předsudků. Spokojenost, lhostejnost a nedostatečné vzájemné poznání tuto situaci často ještě zhoršují. Závazek k ekumenismu proto musí být založen na obrácení srdcí a na modlitbě, která povede také k nezbytnému očištění vzpomínek na minulost. S milostí Ducha svatého jsou Pánovi učedníci, inspirováni láskou, mocí pravdy a upřímnou touhou po vzájemném odpuštění a smíření, povoláni ke společnému přezkoumání bolestné minulosti a zranění, které tato minulost bohužel vyvolává i dnes. (UUS, 2)
V ekumenickém dialogu musí katoličtí teologové, kteří se pevně drží učení církve a zkoumají božská tajemství s odloučenými bratry, postupovat s láskou k pravdě, s láskou a pokorou. Při vzájemném porovnávání nauk by měli mít na paměti, že v katolické nauce existuje „hierarchie“ pravd, neboť se liší svým vztahem k základní křesťanské víře. Tak se otevře cesta, díky níž budou skrze bratrské soupeření všichni vyburcováni k hlubšímu pochopení a jasnějšímu představení nezměrného Kristova bohatství. (UR, 11)
Jednoty, kterou si Bůh přeje, lze dosáhnout jedině tak, že se všichni budou držet obsahu zjevené víry v celé její šíři. Ve věcech víry je kompromis v rozporu s Bohem, který je Pravda. Kdo by mohl v Těle Kristově, „cestě, pravdě a životě“ (J 14,6), považovat za legitimní smíření, které by bylo dosaženo na úkor pravdy?... I tak je třeba předkládat učení tak, aby bylo srozumitelné těm, pro které je Bůh sám zamýšlí. (UUS, 18-19)
Až budou postupně překonány překážky bránící dokonalému církevnímu společenství, budou všichni křesťané konečně při společném slavení eucharistie shromážděni v jediné církvi v té jednotě, kterou Kristus své církvi od počátku daroval. Věříme, že tato jednota trvá v katolické církvi jako něco, co nemůže nikdy ztratit, a doufáme, že se bude až do konce časů zvětšovat. (UR, 4)